# 世界知识产权组织

世界知识产权组织舊标志

世界知识产权组织（英語：World Intellectual Property Organization，简称WIPO，简称OMPI）是聯合國的15個專門機構之一，致力于促进使用和保护人类智慧作品的国际组织。
总部设在瑞士日内瓦，負責管理涉及知识产权保护各个方面的24项条约（16部关于工业产权，7部关于版权，加上《建立世界知识产权组织公约》）。直至2021年1月為止，共有193个成員，包括190个联合国成员国（其中密克罗尼西亚联邦、帕劳和南苏丹不属于WIPO）以及库克群岛、纽埃及圣座。

## 成立与发展

成員國
非成員國
世界知识产权组织成員國分布圖

世界知识产权组织的根源可追溯到1883年。1883年，《保护工业产权巴黎公约》（巴黎公约）诞生了。这是第一部旨在使一国公民的智力创造能在他国得到保护的重要条约。这些智力创造的表现形式是工业产权，即：
- 发明（专利）。
- 商标。
- 工业品外观设计。

《巴黎公约》于1884年生效，当时有14个成员国，成立了国际局来执行行政管理任务，诸如举办成员国会议等。
1886年，随着《保护文学和艺术作品伯尔尼公约》（伯尔尼公约）的缔结，版权走上了国际舞台。该公约的宗旨是使其成员国公民的权利能在国际上得到保护，以对其创作作品的使用进行控制并收取报酬。这些创作作品的形式有：
- 长篇小说、短篇小说、诗歌、戏剧。
- 歌曲、歌剧、音乐作品、奏鸣曲。
- 绘画、油画、雕塑、建筑作品。

同《巴黎公约》一样，《伯尔尼公约》也成立了国际局来执行行政管理任务。1893年，这两个小的国际局合并，成立了被称之为保护知识产权联合国际局（常用其法文缩略语BIRPI）的国际组织。这一规模很小的组织设在瑞士伯尔尼，当时只有7名工作人员，即是今天的世界知识产权组织的前身。
随着知识产权变得日益重要，这一组织的结构和形式也发生了变化。1960年，BIRPI从伯尔尼搬到日内瓦，以便与联合国及该城市中的其他国际组织更加邻近。10年后，《建立世界知识产权组织公约》生效；经历了机构和行政改革并成立了对成员国负责的秘书处之后，BIRPI变成了世界知识产权组织。
1974年，世界知识产权组织成为联合国组织系统的一个专门机构，肩负着管理知识产权事务的任务，这一任务得到了联合国会员国的承认。
1978年，世界知识产权组织秘书处搬入联合国总部大楼。
1996年，世界知识产权组织同世界贸易组织（WTO）签订合作协定，从而扩大其在全球化贸易管理中的作用，并进一步证明知识产权的重要性。
2009年7月23日，世界知识产权组织總部啟動「發展與創新研究之資料取得」（Access to Research for Development and Innovation，簡稱aRDi）計畫，免費提供低度開發國家政府知识产权部門、大學和研究機構線上使用特定的科學、技術期刊，開發中國家則可用低廉的價格使用這些期刊。
2013年11月，世界知识产权组织启动新数据库共享绿色技术。

## 大事记
- 1883年——巴黎公约
- 1886年——伯尔尼公约
- 1891年——马德里协定
- 1893年——BIRPI成立
- 1925年——海牙协定
- 1960年——BIRPI迁至日内瓦
- 1967年——WIPO公约
- 1970年——WIPO成立
- 1970年——专利合作条约
- 1971年——保护录音制品制作者禁止未经许可复制其录音制品公约
- 1989年——马德里协定议定书
- 1996年——WIPO版权条约
- 2000年——专利法条约
- 2016年——商標法新加坡條約

## 任务
- 协调各国知识产权的立法和程序，
- 为工业产权国际申请提供服务，
- 交流知识产权信息，
- 向发展中国家及其他国家提供法律和技术援助，
- 为解决私人知识产权争端提供便利，
- 利用信息技术和因特网作为存储、查询和使用有价值的知识产权信息的工具。